# A73 (Groot-Brittannië)
De A73 is een 64,4 km lange hoofdverkeersweg in Schotland.
De weg Verbindt Cumbernauld via Airdrie en Lanark met Abington.

## Hoofdbestemmingen
- Airdrie
- Lanark
- Abington